# Хосе Ігнасіо Гармендія
Хосе́ Ігна́сіо Гарме́ндія Суа́рес (ісп. José Ignacio Garmendia Suárez, Буенос-Айрес, 19 березня 1841 — 11 червня 1925) — аргентинський військовик, художник, письменник та дипломат. Він був автором багатьох картин, хронік та технічних описів битв Війни Потрійного Альянсу. крім того, він залишив велику кількість робіт з історії та нумізматики, більшість з яких так і не була видана.

## Галерея

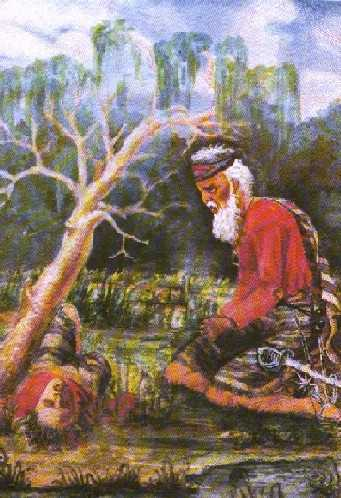
Парагвайський солдат перед тілом свого сина
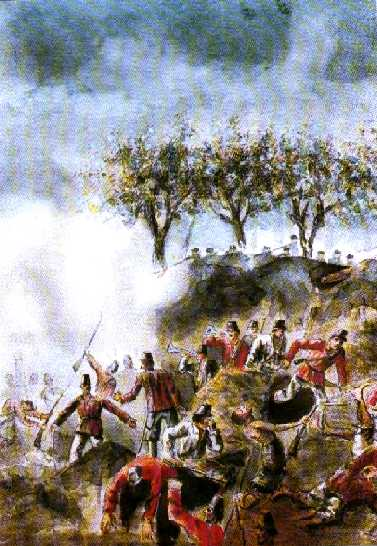
Битва при Акаюаса[en]
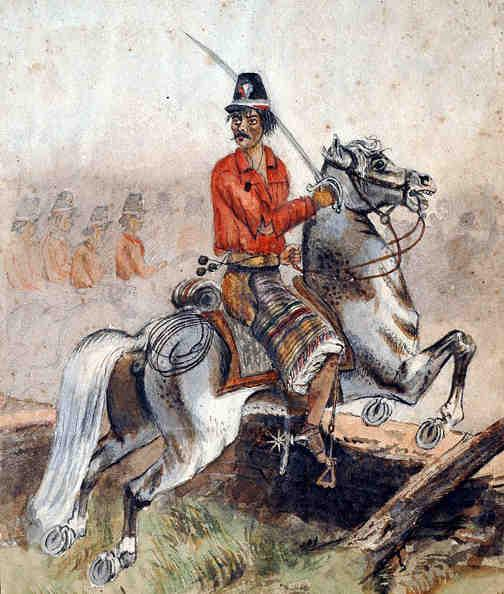
Солдат парагвайської кавалерії в особливому вбранні

| Хосе де Сан-Мартін | Це незавершена стаття про особу, що має стосунок до Аргентини. Ви можете допомогти проєкту, виправивши або дописавши її. |